# Foresta di Acquafrida
La foresta di Acquafrida è un complesso forestale appartenente al demanio della regione Sardegna.
Si estende in comune di Santa Giusta (Italia), nella zona centrale dell'Isola, su una superficie di 387 ettari tra quota 155 di Pira Inferta e i 760 m s.l.m. di Conka 'e Seda.
La foresta è parte integrante del complesso del monte Arci (5.975 ha) nonché ricompresa nel parco naturale regionale del Monte Arci. Sotto l'aspetto vegetazionale è caratterizzata prevalentemente da boschi di leccio (Quercus ilex), a diversi stadi di sviluppo, intervallati da Macchia mediterranea a fillirea, cisto, lentisco e corbezzolo.
La fauna annovera le specie tipiche della Sardegna: cinghiali, volpi, martore, donnole, astori, ghiandaie, poiane, lepre sarda e coniglio selvatico.